# Pedro Velho
Pedro Velho est une municipalité brésilienne appartenant à la microrégion du littoral sud de l'État de Rio Grande do Norte.